# Hitman 3
Hitman 3 er et stealth-computerspil fra 2021, udviklet og udgivet af IO Interactive. Det er den ottende hovedtitel i Hitman-spilserien, efterfølgeren til Hitman 2 fra 2018 og det tredje spil i World of Assassination-trilogien. Spillet afslutter den historie, der begyndte med Hitman i 2016, og følger den genetisk modificerede lejemorder Agent 47 og hans allierede, mens de jager lederne af den hemmelige organisation Providence. Denne organisation styrer globale anliggender og var delvist ansvarlig for 47's skabelse og opvækst. Ligesom sine to forgængere er spillet struktureret omkring seks niveauer, hvoraf fem er store sandkassemiljøer, som spilleren frit kan udforske for at finde muligheder for at eliminere sine mål. Hver mission indeholder udfordringer, som spilleren kan fuldføre for at låse op for nye genstande.
| computerspil | Spire Denne computerspilsrelaterede artikel er en spire som bør udbygges. Du er velkommen til at hjælpe Wikipedia ved at udvide den. |